# Air Rarotonga
Air Rarotonga é uma companhia aérea com sede em Rarotonga, Ilhas Cook e é a "companhia aérea das Ilhas Cook" (the airline of the Cook Islands). Opera vos regulares entre as ilhas. Realiza voos fretados para a Polinésia Francesa, Niue e Samoa.

## História
A empresa foi fundada em fevereiro de 1978 e começou suas operações em julho do mesmo ano com um Cessna 337.
A empresa é de propriedade de três investidores privados. Mais de 70.000 passageiros viajam entre as ilhas todos os anos.

## Frota
A frota da Air Rarotonga consiste das seguintes aeronaves (Maio de 2006):
- 3 Embraer EMB-110 Bandeirante
- 1 Saab 340A
- 1 Cessna 172
- 1 Piper Twin Comanche